# Lijst van voetbalinterlands Irak - Singapore
Deze lijst van voetbalinterlands is een overzicht van alle officiële voetbalwedstrijden tussen de nationale teams van Irak en Singapore. De landen hebben tot op heden zes keer tegen elkaar gespeeld. De eerste ontmoeting, een vriendschappelijke wedstrijd, werd gespeeld in Kuala Lumpur (Maleisië) op 12 juli 1978. De laatste confrontatie, een kwalificatiewedstrijd voor het Wereldkampioenschap voetbal 2014, vond plaats op 29 februari 2012 in Doha (Qatar).

## Wedstrijden
| № | Plaats       | Datum             | Competitie                 | Wedstrijd        | Uitslag |
| - | ------------ | ----------------- | -------------------------- | ---------------- | ------- |
| 1 | Kuala Lumpur | 12 juli 1978      | Vriendschappelijk          | Singapore − Irak | 0 − 3   |
| 2 | Kuala Lumpur | 16 september 1981 | Vriendschappelijk          | Singapore − Irak | 0 − 4   |
| 3 | Singapore    | 22 februari 2006  | Azië Cup 2007 kwalificatie | Singapore − Irak | 2 − 0   |
| 4 | Al Ain       | 11 oktober 2006   | Azië Cup 2007 kwalificatie | Irak − Singapore | 4 − 2   |
| 5 | Singapore    | 6 september 2011  | WK 2014 kwalificatie       | Singapore − Irak | 0 − 2   |
| 6 | Doha         | 29 februari 2012  | WK 2014 kwalificatie       | Irak − Singapore | 7 − 1   |

## Samenvatting
| Competitie            | Totaal gespeeld | Winst Irak | Gelijk | Winst Singapore | Doelsaldo Irak – Singapore |
| --------------------- | --------------- | ---------- | ------ | --------------- | -------------------------- |
| WK-kwalificatie       | 2               | 2          | 0      | 0               | 9 − 1                      |
| Azië Cup-kwalificatie | 2               | 1          | 0      | 1               | 4 − 4                      |
| Vriendschappelijk     | 2               | 2          | 0      | 0               | 7 − 0                      |
| Totaal                | 6               | 5          | 0      | 1               | 20 − 5                     |

IFA · A-internationals · Statistieken · Iraaks vrouwenelftal · Irak U21 · Irak U20 · Irak U19 · Irak U18 · Irak U17
1950 – 1969 ·
1970 – 1979 ·
1980 – 1989 ·
1990 – 1999 ·
2000 – 2009 ·
2010 – 2019 ·
2020 − 2029
Afghanistan ·
Algerije ·
Argentinië ·
Australië ·
Azerbeidzjan ·
Bahrein ·
België ·
Bolivia ·
Botswana ·
Brazilië ·
Cambodja ·
Chili ·
China ·
Colombia ·
Congo-Kinshasa ·
Cyprus ·
DDR ·
Ecuador ·
Egypte ·
Estland ·
Filipijnen ·
Finland ·
Ghana ·
Guinee ·
Hongkong ·
India ·
Indonesië ·
Iran ·
Japan ·
Jemen ·
Jordanië ·
Kazachstan ·
Kenia ·
Kirgizië ·
Koeweit ·
Libanon ·
Liberia ·
Libië ·
Macau ·
Maleisië ·
Marokko ·
Mauritanië ·
Mexico ·
Myanmar ·
Nepal ·
Nieuw-Zeeland ·
Noord-Korea ·
Oeganda ·
Oezbekistan ·
Oman ·
Pakistan ·
Palestina ·
Paraguay ·
Peru ·
Polen ·
Qatar ·
Roemenië ·
Rusland ·
Saoedi-Arabië · 
Sierra Leone · 
Singapore ·
Soedan ·
Spanje · 
Sri Lanka ·
Syrië · 
Tadzjikistan · 
Taiwan · 
Thailand · 
Trinidad en Tobago ·
Tunesië ·
Turkije ·
Turkmenistan ·
Uruguay ·
Verenigde Arabische Emiraten ·
Vietnam ·
Zambia ·
Zuid-Afrika ·
Zuid-Jemen ·
Zuid-Korea
FAS · 
Lijst van A-internationals · 
Singaporees vrouwenelftal
1960 – 1969 ·
1970 – 1979 ·
1980 – 1989 ·
1990 – 1999 ·
2000 – 2009 ·
2010 – 2019
Afghanistan ·
Argentinië ·
Australië · 
Azerbeidzjan · 
Bahrein · 
Bangladesh · 
Brunei · 
Cambodja · 
Canada · 
China · 
Denemarken · 
Fiji ·
Filipijnen · 
Finland · 
Ghana · 
Guam ·
Hongkong · 
India · 
Indonesië · 
Irak · 
Iran · 
Israël · 
Japan · 
Jemen ·
Jordanië · 
Kazachstan · 
Kirgizië · 
Koeweit · 
Laos · 
Libanon · 
Macau · 
Malediven · 
Maleisië · 
Mauritius ·
Mongolië · 
Myanmar · 
Nepal · 
Nieuw-Zeeland · 
Noord-Korea · 
Noorwegen · 
Oezbekistan · 
Oman · 
Oost-Timor · 
Pakistan · 
Palestina · 
Papoea-Nieuw-Guinea ·
Polen · 
Qatar ·
Salomonseilanden · 
Saoedi-Arabië · 
Sri Lanka · 
Syrië · 
Tadzjikistan · 
Taiwan · 
Thailand · 
Turkmenistan · 
Uruguay · 
Verenigde Arabische Emiraten · 
Vietnam · 
Zuid-Korea · 
Zuid-Vietnam · 
Zweden